# Göppel Go4City 19
Göppel Go4City 19 — низкопольный городской сочленённый заднеприводный автобус особо большой вместимости, выпускаемый на немецком шасси AutoTram Extra Grand с августа 2012 по 2013 год.

## AutoTram Extra Grand
Автобус AutoTram Extra Grand состоит из 3 секций, причём у второй секции две оси. Вместимость автобуса — 256 пассажиров.

## Göppel Go4City 19

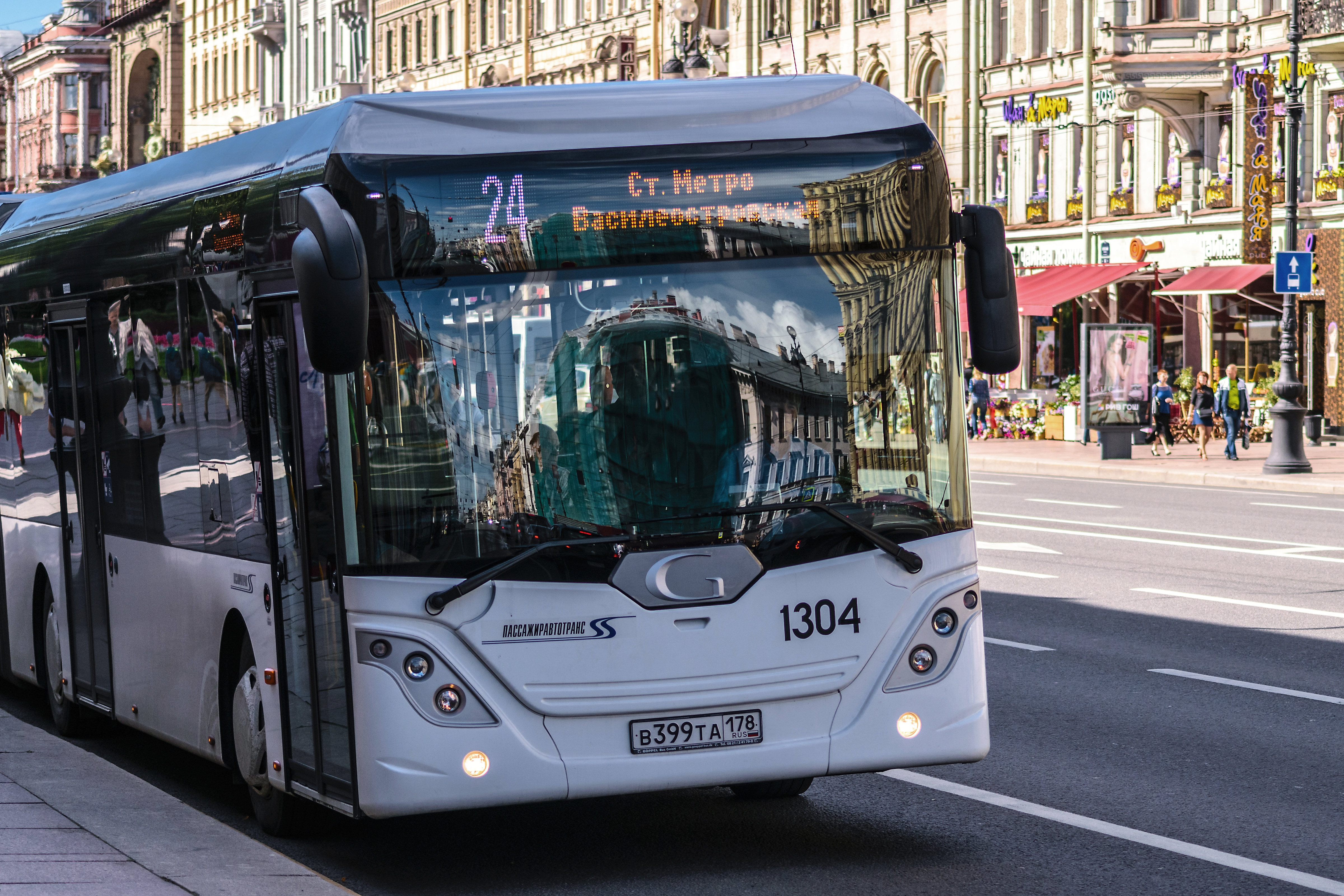
Göppel Go4City 19 на Невском проспекте в Санкт-Петербурге

Автобус Göppel Go4City 19 состоит из 2 секций. Вместимость автобуса — 183 пассажира.
Летом 2013 года Кировский завод и Администрация Санкт-Петербурга подписали лицензионный договор об участии в модернизации и обновлении пассажирского транспорта. Осенью 2013 года на выставке Busworld 2013 в городе Кортрейк были представлены автобусы Göppel Go4City12  и Göppel Go4City19.
В 2014—2015 годах 1 автобус Göppel Go4City19 проходил испытания в Санкт-Петербурге параллельно с MAN A23 Lion's City GL NG363. По окончании испытаний автобусы были выкуплены и продолжают трудиться на маршрутах автобусного парка № 1.

## Особенности
В салоне автобуса Göppel Go4City 19 установлены два монитора, на который выводится вся полезная информация для пассажиров. При 19-метровой длине номинальная вместимость автобуса составляет 135 пассажиров.

## Двигатели
Автобус Göppel Go4City 19 оснащён дизельным двигателем внутреннего сгорания PACCAR PR228. Двигатель расположен продольно, компоновка — заднемоторная.
Возможны поставки двигателей IVECO-FIAT N60 и Mercedes-Benz OM629.